# Montreal River (Algoma och Sudbury)
Montreal River är ett vattendrag i Kanada.   Det ligger i provinsen Ontario, i den sydöstra delen av landet, 700 km väster om huvudstaden Ottawa.
I omgivningarna runt Montreal River växer i huvudsak blandskog. Trakten runt Montreal River är nära nog obefolkad, med mindre än två invånare per kvadratkilometer.